# Elecciones legislativas de Argentina de 1965

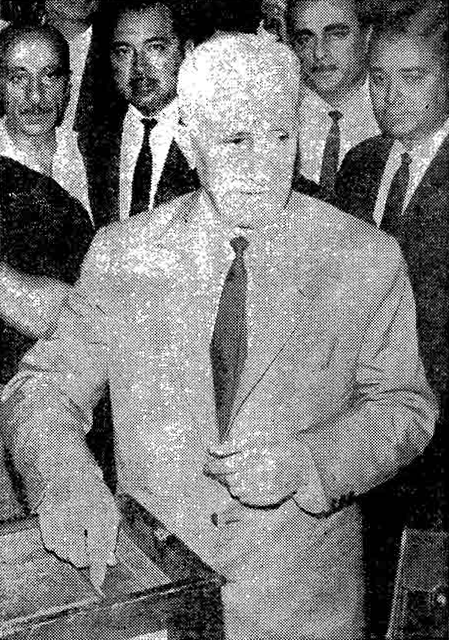
El presidente Arturo Umberto Illia votando en Cruz del Eje.

Las elecciones legislativas de Argentina de 1965 tuvieron lugar el 14 de marzo con el objetivo de renovar 96 de los 192 escaños de la Cámara de Diputados de la Nación para el período 1965-1969 y tres escaños para el período 1965-1967. Fueron los últimos comicios realizados a nivel nacional antes del golpe de Estado del 28 de junio de 1966 que dio inicio a la dictadura autodenominada Revolución Argentina, y los últimos comicios en la historia argentina en los que pesó la proscripción al peronismo, aunque esta fuera parcialmente derogada por el gobierno de Arturo Umberto Illia, de la Unión Cívica Radical del Pueblo (UCRP).
Las provincias de Catamarca, Formosa, Jujuy, La Rioja, Misiones y Salta no realizaron elecciones debido a que sus diputados electos en 1963 tenían mandato hasta 1967.
El bienestar económico bajo su mandato no benefició a Illia, al contrario, le dio al electorado pocos motivos para distraerse de la proscripción del peronismo y la irrupción de Unión Popular (UP), partido de tendencia neoperonista bajo el liderazgo de Augusto Vandor. Tras haber triunfado en 1962 solo para que se produjera un golpe de Estado a los pocos días, Unión Popular obtuvo una estrecha victoria con el 31,12 % de los votos válidamente emitidos, logrando obtener 35 de las 99 bancas en disputa. La oficialista UCRP quedó en segundo lugar con el 29,72 % de los votos, ganando 34 bancas, logró monopolizar el voto del radicalismo ante una cada vez más debilitada Unión Cívica Radical Intransigente (UCRI), que había sufrido la deserción de su líder, el expresidente Arturo Frondizi, y era ahora liderada por Oscar Alende. Frondizi fundó junto a Rogelio Julio Frigerio el Movimiento de Integración y Desarrollo (MID), que obtuvo un buen resultado al posicionarse como tercera fuerza nacional, superando a la UCRI, con un 6,01 % de los votos y 5 bancas. La UCRI se estrelló obteniendo solo un nuevo diputado, contra 39 de las anteriores elecciones, y recibiendo el 4,52 % de los votos. Rodolfo Tecera del Franco, de UP, fue elegido presidente de la Cámara.
Fue la última elección en la que compitieron la UCRI y la UCRP, pues durante la dictadura subsiguiente y en plena transición en 1972, la justicia otorgaría a la UCRP la exclusividad del uso del nombre Unión Cívica Radical (UCR), que ostenta hasta la actualidad, mientras que la UCRI pasaría a ser el Partido Intransigente (PI). La Unión Popular, con Vandor como líder, se consolidó como la primera alternativa viable a Perón en los veinte años de existencia del movimiento peronista. Estas elecciones también marcaron el auge electoral de dicho partido, que decaería notoriamente hasta casi la irrelevancia luego de que el peronismo fuese nuevamente legalizado en 1972.
Los diputados asumieron el 12 de octubre de 1965. A pesar de la derrota oficialista, los comicios fueron considerados, sin embargo, un gran éxito para la presidencia de Illia, pues su gobierno logró sobrevivir a una victoria electoral peronista sin sufrir un golpe de Estado inmediatamente, y de hecho su derrocamiento no se produciría sino hasta el 28 de junio de 1966, mucho tiempo después de que los diputados electos hubieran asumido su cargo.

## Reglas electorales
Las reglas electorales fundamentales que rigieron la elección legislativa fueron establecidas en el texto constitucional entonces vigente (Reforma constitucional 1957).
Las principales reglas electorales para la elección legislativa fueron:
- Representación proporcional mediante sistema d'Hondt por listas cerradas en distritos plurinominales basados en las provincias y la Capital Federal.
- No participan en la asignación de cargos las listas que no logren un mínimo del 3% del padrón electoral del distrito.
- Un mínimo de dos diputados por cada provincia y la Capital Federal.

## Cargos a elegir
| Provincia           | Bancas totales | A renovar |
| ------------------- | -------------- | --------- |
| Buenos Aires        | 50             | 26        |
| Capital Federal     | 35             | 18        |
| Catamarca           | 2              | —         |
| Chaco               | 5              | 3         |
| Chubut              | 2              | 2         |
| Córdoba             | 18             | 9         |
| Corrientes          | 6              | 5         |
| Entre Ríos          | 9              | 4         |
| Formosa             | 2              | —         |
| Jujuy               | 2              | —         |
| La Pampa            | 2              | 2         |
| La Rioja            | 2              | —         |
| Mendoza             | 7              | 3         |
| Misiones            | 3              | —         |
| Neuquén             | 2              | 2         |
| Río Negro           | 2              | 2         |
| Salta               | 3              | —         |
| San Juan            | 3              | 3         |
| San Luis            | 2              | 2         |
| Santa Cruz          | 2              | 2         |
| Santa Fe            | 20             | 10        |
| Santiago del Estero | 6              | 3         |
| Tucumán             | 7              | 3         |
| Total               | 192            | 99        |

## Resultados
|  | 31,12 % |

|  | 29,72 % |

|  | 2,10 % |

|  | 1,42 % |

|  | 1,11 % |

|  | 0,76 % |

|  | 0,64 % |

|  | 0,57 % |

|  | 0,35 % |

|  | 0,30 % |

|  | 0,08 % |

|  | 0,04 % |

|  | 0,02 % |

|  | 7,38 % |

|  | 6,01 % |

|  | 1,65 % |

|  | 1,17 % |

|  | 1,09 % |

|  | 0,51 % |

|  | 0,47 % |

|  | 0,29 % |

|  | 0,26 % |

|  | 0,24 % |

|  | 0,06 % |

|  | 5,74 % |

|  | 4,52 % |

|  | 3,21 % |

|  | 2,70 % |

|  | 2,06 % |

|  | 2,02 % |

|  | 1,90 % |

|  | 0,84 % |

|  | 0,57 % |

|  | 0,45 % |

|  | 0,42 % |

|  | 0,27 % |

|  | 0,26 % |

|  | 0,25 % |

|  | 0,14 % |

|  | 0,09 % |

|  | 0,07 % |

|  | 0,06 % |

|  | 0,06 % |

|  | 0,04 % |

|  | 0,04 % |

|  | 0,03 % |

|  | 0,02 % |

|  | 0,01 % |

|  | 0,01 % |

|  | 0,00 % |

|  | 0,00 % |

|  | 95,77 % |

|  | 3,83 % |

|  | 0,40 % |

|  | 100 % |

|  | 83,72 % |

## Resultados por distrito
|  | 41,12 % |

|  | 29,38 % |

|  | 6,05 % |

|  | 3,86 % |

|  | 3,48 % |

|  | 2,84 % |

|  | 2,58 % |

|  | 1,91 % |

|  | 1,78 % |

|  | 1,61 % |

|  | 1,22 % |

|  | 1,13 % |

|  | 1,12 % |

|  | 0,72 % |

|  | 0,44 % |

|  | 0,38 % |

|  | 0,22 % |

|  | 0,18 % |

|  | 97,50 % |

|  | 2,28 % |

|  | 0,22 % |

|  | 100 % |

|  | 85,75 % |

|  | 33,91 % |

|  | 33,69 % |

|  | 5,19 % |

|  | 4,06 % |

|  | 3,70 % |

|  | 3,40 % |

|  | 3,36 % |

|  | 3,13 % |

|  | 3,11 % |

|  | 2,74 % |

|  | 2,27 % |

|  | 0,51 % |

|  | 0,33 % |

|  | 0,28 % |

|  | 0,18 % |

|  | 0,16 % |

|  | 98,35 % |

|  | 1,31 % |

|  | 0,33 % |

|  | 100 % |

|  | 87,13 % |

|  | 43,54 % |

|  | 32,40 % |

|  | 8,14 % |

|  | 4,00 % |

|  | 2,76 % |

|  | 2,01 % |

|  | 1,91 % |

|  | 1,84 % |

|  | 1,79 % |

|  | 1,60 % |

|  | 93,57 % |

|  | 6,18 % |

|  | 0,25 % |

|  | 100 % |

|  | 68,49 % |

|  | 34,59 % |

|  | 33,59 % |

|  | 10,41 % |

|  | 7,61 % |

|  | 7,33 % |

|  | 2,89 % |

|  | 1,92 % |

|  | 1,66 % |

|  | 97,54 % |

|  | 2,02 % |

|  | 0,44 % |

|  | 100 % |

|  | 70,06 % |

|  | 38,75 % |

|  | 36,75 % |

|  | 7,53 % |

|  | 4,08 % |

|  | 3,59 % |

|  | 3,02 % |

|  | 2,45 % |

|  | 1,13 % |

|  | 0,73 % |

|  | 0,66 % |

|  | 0,45 % |

|  | 0,53 % |

|  | 0,30 % |

|  | 0,01 % |

|  | 0,00 % |

|  | 97,23 % |

|  | 2,40 % |

|  | 0,37 % |

|  | 100 % |

|  | 83,90 % |

|  | 22,65 % |

|  | 18,90 % |

|  | 41,54 % |

|  | 19,36 % |

|  | 3,08 % |

|  | 1,33 % |

|  | 23,77 % |

|  | 18,89 % |

|  | 6,15 % |

|  | 5,98 % |

|  | 3,67 % |

|  | 97,83 % |

|  | 1,88 % |

|  | 0,29 % |

|  | 100 % |

|  | 74,47 % |

|  | 22,65 % |

|  | 18,95 % |

|  | 41,60 % |

|  | 19,35 % |

|  | 3,08 % |

|  | 1,34 % |

|  | 23,77 % |

|  | 18,87 % |

|  | 6,14 % |

|  | 5,95 % |

|  | 3,67 % |

|  | 97,83 % |

|  | 1,88 % |

|  | 0,29 % |

|  | 100 % |

|  | 74,48 % |

|  | 32,14 % |

|  | 25,28 % |

|  | 15,66 % |

|  | 6,92 % |

|  | 6,54 % |

|  | 4,85 % |

|  | 4,25 % |

|  | 1,67 % |

|  | 0,97 % |

|  | 0,89 % |

|  | 0,89 % |

|  | 96,44 % |

|  | 3,27 % |

|  | 0,29 % |

|  | 100 % |

|  | 81,14 % |

|  | 40,32 % |

|  | 27,35 % |

|  | 21,54 % |

|  | 5,13 % |

|  | 3,98 % |

|  | 1,68 % |

|  | 98,28 % |

|  | 1,44 % |

|  | 0,27 % |

|  | 100 % |

|  | 83,76 % |

|  | 30,46 % |

|  | 28,59 % |

|  | 25,65 % |

|  | 4,74 % |

|  | 3,58 % |

|  | 2,71 % |

|  | 2,13 % |

|  | 1,69 % |

|  | 0,45 % |

|  | 83,53 % |

|  | 16,32 % |

|  | 0,15 % |

|  | 100 % |

|  | 85,39 % |

|  | 52,55 % |

|  | 23,45 % |

|  | 9,55 % |

|  | 7,41 % |

|  | 7,05 % |

|  | 96,54 % |

|  | 3,17 % |

|  | ,29 % |

|  | 100 % |

|  | 76,23 % |

|  | 40,79 % |

|  | 29,84 % |

|  | 10,42 % |

|  | 6,97 % |

|  | 6,91 % |

|  | 2,85 % |

|  | 2,21 % |

|  | 96,40 % |

|  | 3,19 % |

|  | 0,41 % |

|  | 100 % |

|  | 72,55 % |

|  | 44,63 % |

|  | 16,82 % |

|  | 15,21 % |

|  | 14,49 % |

|  | 2,85 % |

|  | 1,191 % |

|  | 1,40 % |

|  | 1,22 % |

|  | 0,77 % |

|  | 0,69 % |

|  | 98,77 % |

|  | 0,95 % |

|  | 0,28 % |

|  | 100 % |

|  | 87,02 % |

|  | 34,34 % |

|  | 27,64 % |

|  | 23,37 % |

|  | 10,21 % |

|  | 1,90 % |

|  | 1,57 % |

|  | 0,98 % |

|  | 98,38 % |

|  | 1,58 % |

|  | 0,04 % |

|  | 100 % |

|  | 78,98 % |

|  | 25,93 % |

|  | 22,89 % |

|  | 18,53 % |

|  | 11,18 % |

|  | 4,86 % |

|  | 5,03 % |

|  | 4,18 % |

|  | 2,90 % |

|  | 2,34 % |

|  | 2,14 % |

|  | 94,54 % |

|  | 4,89 % |

|  | 0,58 % |

|  | 100 % |

|  | 70,94 % |

|  | 29,09 % |

|  | 21,03 % |

|  | 20,85 % |

|  | 15,05 % |

|  | 4,35 % |

|  | 1,94 % |

|  | 1,74 % |

|  | 1,35 % |

|  | 1,27 % |

|  | 1,00 % |

|  | 0,98 % |

|  | 0,77 % |

|  | 0,51 % |

|  | 0,05 % |

|  | 87,72 % |

|  | 10,92 % |

|  | 1,36 % |

|  | 100 % |

|  | 88,06 % |

|  | 33,07 % |

|  | 27,90 % |

|  | 19,82 % |

|  | 5,01 % |

|  | 4,33 % |

|  | 4,22 % |

|  | 2,07 % |

|  | 1,74 % |

|  | 1,03 % |

|  | 0,82 % |

|  | 98,12 % |

|  | 1,66 % |

|  | 0,22 % |

|  | 100 % |

|  | 61,34 % |

|  | 33,37 % |

|  | 23,53 % |

|  | 12,46 % |

|  | 9,21 % |

|  | 4,72 % |

|  | 3,87 % |

|  | 3,74 % |

|  | 1,61 % |

|  | 1,26 % |

|  | 1,14 % |

|  | 0,91 % |

|  | 0,85 % |

|  | 0,81 % |

|  | 0,72 % |

|  | 0,66 % |

|  | 0,66 % |

|  | 0,20 % |

|  | 0,17 % |

|  | 0,11 % |

|  | 96,63 % |

|  | 2,83 % |

|  | 0,54 % |

|  | 100 % |

|  | 76,76 % |

1. ↑  Dada la ruptura del orden constitucional el 28 de junio de 1966, ninguno de los diputados electos pudo completar su mandato.
2. ↑  Electo para completar el mandato de Manuel Martín Mugica (1963-1967).
3. ↑  Falleció el 6 de septiembre de 1965, lo reemplaza Jorge José Selser (PSA).
4. ↑  Electo para completar el mandato de Fernando A. Miranda Gallino (1963-1967).
5. ↑  Electo para completar el mandato de Fernando Piragine Niveyro (1963-1967).
6. ↑  Renunció el 10 de mayo de 1966, lo reemplazó Nelo I. Sileoni (PD).